# هیلگرتسهاوزن
هیلگرتسهاوزن (به آلمانی: Hilgertshausen-Tandern) یک شهر در آلمان است که در بایرن واقع شده‌است.

## خصوصیات
هیلگرتسهاوزن ۲۸٫۶۴ کیلومترمربع مساحت دارد ۵۰۷ متر بالاتر از سطح دریا واقع شده‌است.